# Milwaukie
Milwaukee város az USA Oregon államában. Lakosainak száma 21 119 fő (2020. április 1.).

## Népesség
A település népességének változása:
| Lakosok száma | 860  | 20 291 | 21 119 |
|               | 1910 | 2010   | 2020   |